# Didouche Mourad
Didouche Mourad è un comune dell'Algeria, situato nella provincia di Costantina.